# Чемпионат Украины по гандболу среди мужчин
Чемпионат Украины по гандболу среди мужских команд разыгрывается с 1992 года.
Чемпионат проводится в трёх дивизионах — Суперлиге, высшей лиге и первой лиге. Между лигами по итогам каждого сезона производится обмен командами — худшие выбывают в низший по рангу дивизион, их места занимают лучшие команды низших лиг. Лучшие команды Суперлиги получают право играть в еврокубковых турнирах, проводимых под эгидой Европейской федерации гандбола (ЕГФ).

## Призёры чемпионатов Украины

### Суперлига
до сезона-1999/00 — высшая лига, до сезона-2003/04 — высшая лига «А»
| Сезон   | Чемпион                  | 2-е место                   | 3-е место                   |
| ------- | ------------------------ | --------------------------- | --------------------------- |
| 1992    | СКА Киев                 | СКА Львов                   | «Светотехник-Колос» Бровары |
| 1992/93 | ЗТР Запорожье            | «Светотехник-Колос» Бровары | ЦСК ВСУ Киев                |
| 1993/94 | ЦСК ВСУ Киев             | «Светотехник-Колос» Бровары | ЗТР Запорожье               |
| 1994/95 | ЗТР Запорожье            | ЦСКА Киев                   | «Шахтёр-Академия» Донецк    |
| 1995/96 | «Шахтёр-Академия» Донецк | ЗТР Запорожье               | «Светотехник-Колос» Бровары |
| 1996/97 | «Шахтёр-Академия» Донецк | ЗТР Запорожье               | «Светотехник-Колос» Бровары |
| 1997/98 | ЗТР Запорожье            | «Светотехник-Колос» Бровары | «Шахтёр-Академия» Донецк    |
| 1998/99 | ЗТР Запорожье            | «Светотехник-Колос» Бровары | «Шахтёр-Академия» Донецк    |
| 1999/00 | ЗТР Запорожье            | «Светотехник-Колос» Бровары | «Шахтёр-Академия» Донецк    |
| 2000/01 | ЗТР Запорожье            | «Портовик» Южный            | «Шахтёр-Академия» Донецк    |
| 2001/02 | «Шахтёр-Академия» Донецк | ЗТР Запорожье               | «Портовик» Южный            |
| 2002/03 | ЗТР Запорожье            | «Портовик» Южный            | «Шахтёр-Академия» Донецк    |
| 2003/04 | ЗТР Запорожье            | «Шахтёр-Академия» Донецк    | «Портовик» Южный            |
| 2004/05 | ЗТР Запорожье            | «Портовик» Южный            | «Шахтёр-Академия» Донецк    |
| 2005/06 | «Портовик» Южный         | ЗТР Запорожье               | «Шахтёр-Академия» Донецк    |
| 2006/07 | ЗТР Запорожье            | «Портовик» Южный            | «Будивэльнык» Бровары       |
| 2007/08 | ЗТР Запорожье            | «Портовик» Южный            | «Будивэльнык» Бровары       |
| 2008/09 | ЗТР Запорожье            | «Будивэльнык» Бровары       | «Портовик» Южный            |
| 2009/10 | ЗТР Запорожье            | «Портовик» Южный            | «Будивэльнык» Бровары       |
| 2010/11 | ЗТР Запорожье            | «Динамо» Полтава            | «Портовик» Южный            |
| 2011/12 | «Динамо» Полтава         | «Мотор-ЗНТУ-ЗАС» Запорожье  | ЗТР Запорожье               |
| 2012/13 | «Мотор» Запорожье        | ЗТР Запорожье               | «Портовик» Южный            |
| 2013/14 | «Мотор» Запорожье        | «Портовик» Южный            | ЗТР Запорожье               |
| 2014/15 | «Мотор» Запорожье        | ЗТР Запорожье               | ЦСКА Киев                   |
| 2015/16 | «Мотор» Запорожье        | ЗТР Запорожье               | ЦСКА Киев                   |
| 2016/17 | «Мотор» Запорожье        | ЗТР Запорожье               | ЗНТУ-ЗАС Запорожье          |
| 2017/18 | «Мотор» Запорожье        | ЗТР Запорожье               | «Шахтёр-Академия» Мариуполь |
| 2018/19 | «Мотор» Запорожье        | ЗТР Запорожье               | ЗНТУ-ЗАС Запорожье          |
| 2019/20 | «Мотор» Запорожье        | «Донбасс» Мариуполь         | ЗТР Запорожье               |
| 2020/21 | «Мотор» Запорожье        | «Донбасс» Мариуполь         | «Одесса» Одесса             |
| 2021/22 | «Мотор» Запорожье        | «Донбасс» Мариуполь         | «Одесса» Одесса             |